# Zacharias Ursinus
Zacharias Ursinus, (født 18. juli 1534, død 6. maj 1583) født Zacharias Baer i Wrocław i nuværende Polen, var en tysk teolog. 
Han blev en af de ledende teologer af den reformerte og protestantiske bevægelse i Pfalz, og gjorde tjeneste både ved Ruprecht-Karls-Universität Heidelberg og Collegium Sapientiae. Han er bedst kendt som at være Heidelberg-katekismens hovedforfatter.